# Athanasios Diakos
Athanasios Diakos (n. Artotina, Fócida, Imperio otomano, 1788 – † Alamana, Ftiótide, 24 de abril de 1821), en griego ΑΑθανάσιος Διάκος; su nombre de nacimiento es Athanasios Nikolaos Massavetas (en griego Αθανάσιος Νικόλαος Μασσαβέτας). Fue un religioso y militar (capitán) griego; es un patriota revolucionario y héroe de la Guerra de independencia de Grecia.
Su abuelo fue un forajido. Muy joven se sintió atraído por la vida religiosa, ingresando en un monasterio ortodoxo próximo a donde vivía con sus padres, convirtiéndose en monje a los 17 años y siendo ordenado diácono poco después.
En la batalla del puente de Alamana resistió con 48 hombres para cubrir la huida del ejército griego. Aguantó la posición durante varias horas, hasta que cayeron muertos o gravemente heridos. Fue capturado herido, pero vivo; y llevado al general turco Vryonis. El general, sabedor de la fama de Diakos, le ofreció la vida a cambio de la conversión al islam. Diakos respondió diciendo "nací griego y moriré griego". Lo torturaron en público, y empalaron aún vivo.
- Datos: Q469525
- Multimedia: Athanasios Diakos / Q469525